# 61-ша армія (СРСР)
Шістдеся́т пе́рша а́рмія (61 А) — загальновійськова армія у складі Збройних сил СРСР під час німецько-радянської війни з 15 листопада 1941 по серпень 1945.

## Командування
- Командувачі:
  - генерал-полковник Кузнецов Ф. І. (листопад — грудень 1941);
  - генерал-лейтенант Попов М. М. (грудень 1941 — червень 1942);
  - генерал-лейтенант, з липня 1944 — генерал-полковник Белов П. О. (червень 1942 — до кінця війни).